# Delphinium reverdattoanum
Delphinium reverdattoanum är en ranunkelväxtart som beskrevs av A.V. Polozhii och N.V. Revyakina. Delphinium reverdattoanum ingår i släktet storriddarsporrar, och familjen ranunkelväxter. Inga underarter finns listade i Catalogue of Life.